# Point de cheminement
Un point de cheminement, ou point de virage, ou marque de parcours, ou marque, ou point de passage, en anglais waypoint, désigne, en navigation, un point de la route à atteindre où doit avoir lieu un changement de cap. Il peut être matérialisé par des relèvements sur des amers particuliers, des balises radio, des relevés de position GPS…
L'expression « point de virage » est utilisée aussi dans l'aéronautique, notamment lors d'un changement de cap significatif.
L'expression « point personnel » (pour l'anglais waypoint) désigne une des localisations précises mémorisées par un récepteur GPS de poche.  